# 첨단 힐스테이트 리버파크
첨단 힐스테이트 리버파크(영어: Cheomdan HILLSTATE RIVERPARK)는 대한민국 광주광역시 광산구 쌍암동에 위치한 아파트이다.

## 같이 보기
- 광주광역시의 마천루 목록